# Crégols
Crégols är en kommun i departementet Lot i regionen Occitanien i södra Frankrike. Kommunen ligger i kantonen Saint-Géry som tillhör arrondissementet Cahors. År 2022 hade Crégols 82 invånare.

## Befolkningsutveckling
Antalet invånare i kommunen Crégols
| Referens: INSEE |